# Dile al amor
«Dile al Amor» es un sencillo de la banda  de bachata Aventura, incluido en su álbum The Last (2009) como cuarto sencillo. Esta fue la segunda canción de Aventura para llegar a número uno en el Hot Latin Songs del Billboard.

## Posicionamiento
| Listas (2009/2010)                       | Posición |
| ---------------------------------------- | -------- |
| Billboard Hot 100 Airplay                | 74       |
| Billboard Heatseekers Songs              | 7        |
| Billboard Hot RingMasters                | 39       |
| Billboard Hot Latin Songs                | 1        |
| Billboard Latin Pop Airplay              | 2        |
| Billboard Latin Tropical Airplay         | 1        |
| Billboard Latin Regional Mexican Airplay | 36       |